# غروشوفو
غروشوفو (Грушово) هي مدينة في مقاطعة زاكارباتسكا في أوكرانيا.
يبلغ عدد سكانها حوالي 5817 نسمة.